# Томса, Франтишек-Ян
Франтишек Ян Богумил Томса (чеш. František Jan Tomsa; 4 октября 1753, Мокра близ Турнова, Австрийская империя — 17 ноября 1814, Прага, Австрийская империя) — чешский лингвист, журналист, прозаик и  публицист, переводчик. Видный деятель Чешского национального движения.

## Биография
Изучал философию в Карловом университете в Праге.
Ещё в молодые годы его поражало забитое положение, в котором находились и чешская народность, и чешский язык в эту пору всеобщей германизации. Уже в юности принимал участие в собраниях патриотических кругов. Был известен своим стремлением добиться доступного всеобщего образования и за его любовь к чешскому языку.
Он сочинял, составлял, переводил и издавал как книги, полезные для народа, так и книги, интересные для образованного общества. И в тех, и в других он заботился о чистоте и правильности языка и слога и, между прочим, первый стал употреблять для чешского языка «латиницу» (латинский шрифт). В своей борьбе с неологизмами он прибегал к помощи языка простонародного, деревенского, а также языка старочешского и родственных славянских языков. 
Он автор словарей и школьных грамматик, научно-популярной литературы, перепечатывал старые книги (например, Ломницкого «Tobolka» и др.), первый составил хрестоматию или выбор из старочешской письменности (начиная с XIII века). 
Среди массы изданных им книг, над составлением или переводом которых он и сам потрудился, есть и сельскохозяйственные, и религиозные, и политические, и поэтические. Некоторые из них написаны по-немецки, например, «Elementarwerk der böhm., deutsch. und lat. Sprache» (1784), «Ueber die Veränderungen der Čechischen Sprache, nebst einer čechischen Chrestomatie» (1804), «Von den Vorzügen und dem Nutzen der čech. Sprache zu erhalten, emporzubringen und über die Mittel dazu» (1812).

## Избранные публикации
- Bajky a povídačky pro školy, 1777
- Böhmische Sprache, 1782
- Navedení k české dobropísemnosti, 1784
- Elementarbuch der böhmischen, deutschen und lateinischen Sprache, 1784
- Malý německý a český slovník, 1789
- Tomsas Vollständiges Wörterbuch der böhmischen, deutschen und lateinischen Sprache, 1791
- Nešťastné příhody k výstraze nezkušené mládeži, 1794
- Über die Aussprache der čechischen Buchstaben
- Ueber die čechische Rechtschreibung, 1802
- Über die Bedeutung der čechischen Zeitwörter, 1804
- Über die Veränderungen der čechischen Sprache, 1805